# Hauptstraße 20 (Volkach)

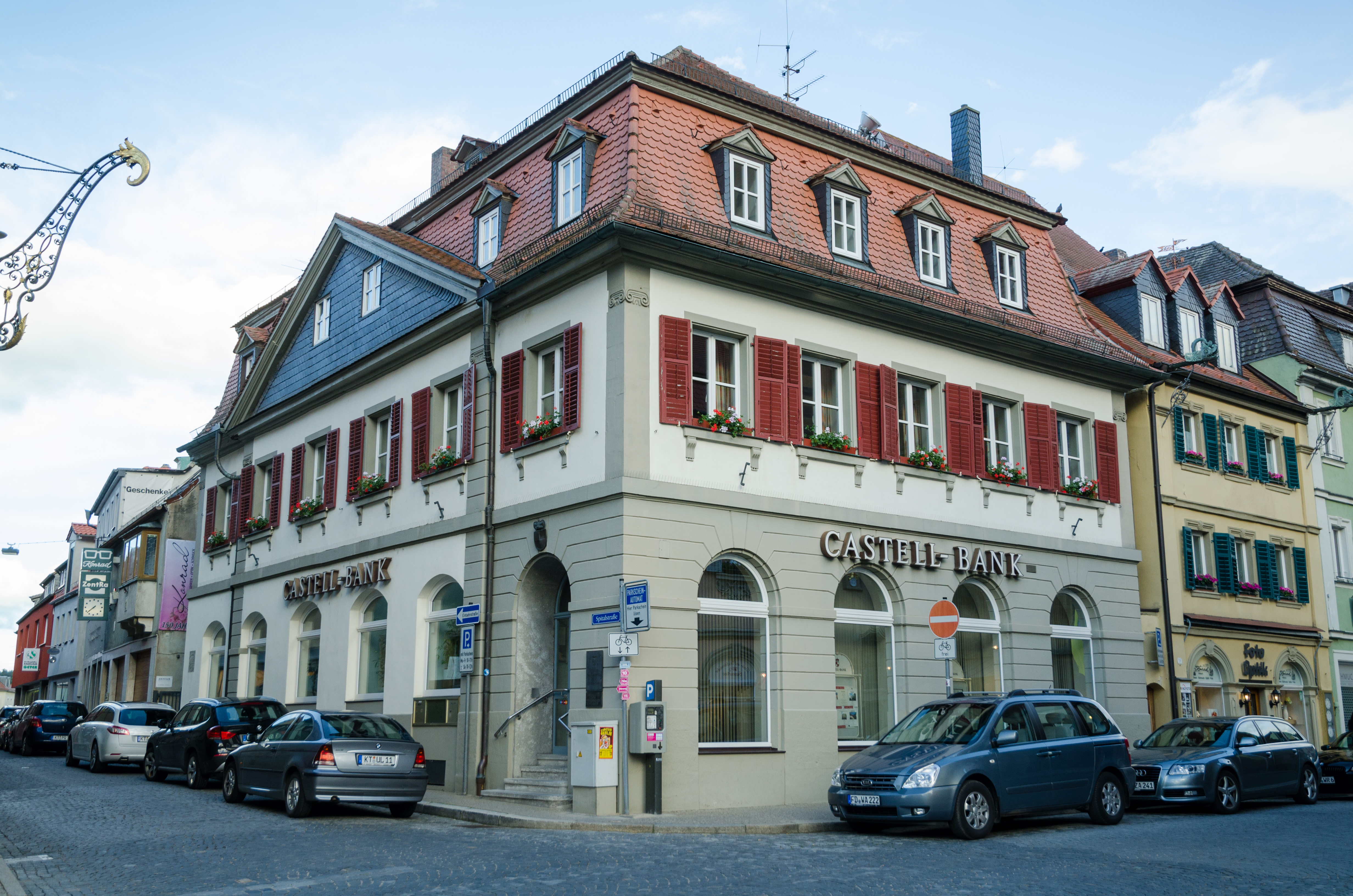
Das Haus Hauptstraße 20 (2013)

Das Haus Hauptstraße 20 (früher Hausnummer 356) ist ein denkmalgeschütztes Gebäude in der Kernstadt des unterfränkischen Volkach. Das Haus wurde als Sitz des Volkacher Juliusspitals errichtet und beherbergte zwischen 1966 und 2019 eine Filiale der Castellbank.

## Geschichte
Ältester Hinweis auf die Existenz eines Hauses an dieser Stelle ist ein Wappenstein, der heute an der Spitalstraße angebracht wurde. Es handelt sich um einen Wappenstein des Fürstbischofs Konrad II. von Thüngen, der als erster Würzburger Diözesan vollständig über Volkach herrschte. Über dem Wappen ist die Jahreszahl 1534 zu finden, die eventuell einen Hinweis auf die Entstehung eines Vorgängerbaus des heutigen Hauses gibt.
Eine Inschriftentafel im Innenhof des Hauses wurde mit dem Wappen des Thüngen-Nachfolgers Julius Echter von Mespelbrunn verziert, hier wurde die Jahreszahl 1590 angebracht. Bischof Julius Echter förderte die Amtsstadt Volkach in besonderen Maßen und begann hier ab 1607 nach dem Vorbild des Würzburger Juliusspitals ein kleineres Pendant zu gründen. Das Volkacher Juliusspital war „vf zwölf Personen dotirt und gestiftet“ und wurde zunächst im fürstbischöflichen Amtshaus untergebracht.
Der Platz im Verwaltungsgebäude wurde allerdings schnell zu klein und Echter trieb den Neubau eines repräsentativeren Spitalgebäudes voran. Ein Hauszeichen im Obergeschoss des heutigen Gebäudes nennt die Jahreszahl 1614. Es dauerte allerdings noch bis zum Jahr 1698, bis das neue Gebäude bezogen werden konnte. Im Spital waren „arme alte und preßhaft Personen“ untergebracht, die „ihr brot nit mehr gewinnen können“. Das Juliusspital blieb bis 1784/1786 in dem Gebäude und wurde anschließend mit dem Hornschen Spital in Dettelbach zusammengelegt.
Das Haus wurde 1784 an den Ratsherrn Nicolaus Josef Meisner für 1000 Gulden verkauft, dessen Familie die Neustiftung eines Spitals in der Oberen Vorstadt stiftete. Die Familie blieb bis zum Ende des 19. Jahrhunderts im Besitz des Hauses. Franz Karl Meisner ließ 1812 weite Teile des alten Spitals niederlegen und einen Neubau als Wohn- und Geschäftshaus im Stil des Klassizismus errichten. Nach seinem Tod hatte kurze Zeit seine Witwe Dorothea das Haus inne, ehe der Spitalverwalter Joseph Meisner das Haus bezog.
Erst Lorenz Meisner, der im Haus eine Konditorei betrieben hatte, verkaufte 1886 das Haus. Im Jahr 1896 war Ludwig Ammersbach im Haus nachgewiesen. Damals beschrieb man die Baulichkeiten ausführlicher. Neben dem Wohnhaus bestand ein geräumiger Keller, in dem eine Kelter untergebracht war. Dies gibt Hinweis auf die in Volkach weit verbreitete Sitte, neben seinem eigentlichen Beruf Weinbau zu betreiben. Außerdem bestand ein Stall, eine Holzhalle und ein Innenhof.
Im Jahr 1901 erwarb der Bankangestellte Fritz Rauch das Haus. 1902 übernahm wohl sein Sohn Johann Friedrich Rauch (auch nur Johann Rauch) das Anwesen. Er richtete im Erdgeschoss eine Buchbinderei und einen Spielwarenladen ein. Seine Frau betätigte sich als Putzmacherin. 1950 übernahmen Fritz und Babette Rauch das Haus und betrieben weiter ein Buchgeschäft. Über die Tochter Marianne Rauch gelangte das Haus 1966 an die Fürstlich Castell’sche Bank, die hier eine ihrer Filialen einrichtete.

## Beschreibung
Das Haus Hauptstraße 22 wird vom Bayerischen Landesamt für Denkmalpflege als Baudenkmal eingeordnet, daneben ist es Teil des Ensembles Altstadt Volkach. Untertägige Überreste von Vorgängerbauten werden als Bodendenkmal geführt. Es präsentiert sich als zweigeschossiger Mansarddachbau. In Richtung der Spitalstraße brachte man einen Mittelrisaliten mit Dreiecksgiebel an. Das Haus gilt als markanter Vertreter des Klassizismus in der Volkacher Altstadt.
Typische Gliederungselemente des Klassizismus sind die Konsolen unter den Fensterbänken, schlichte Klappläden und die dreieckigen Aufbauten der Dachgauben. Während des 20. Jahrhunderts wurde die Fassade im Zuge der Einrichtung einer Bankfiliale umgestaltet. Die typischen Gurtgesimse verschwanden und wurden durch die vier rundbogigen Fenster des Erdgeschosses ersetzt. Der ehemals an der Hauptstraße gelegene Eingang wurde in die Spitalstraße versetzt.